# Заболевание периферических артерий
Заболевание периферических артерий (ЗПА) — аномальное сужение артерий, кроме тех, которые снабжают кровью сердце или головной мозг. Когда сужение происходит в артериях сердца, это называется коронарной болезнью сердца; в артериях головного мозга — цереброваскулярной болезнью. Заболевание периферических артерий чаще всего поражает ноги, но могут быть вовлечены и другие артерии, например, рук, шеи или почек. Классическим симптомом является боль в ногах при ходьбе, которая проходит в покое и известна как перемежающаяся хромота. Другие симптомы включают кожные язвы, голубоватый цвет кожи, низкую температуру кожи или аномальный рост ногтей и волос на поражённой ноге. Возможные осложнения заболевания представлены инфекцией или отмиранием тканей, что может потребовать ампутации, а также ишемической болезнью сердца или инсультом. До 50 % людей с ЗПА не имеют симптомов.
Наибольшим фактором риска ЗПА является курение сигарет. Другие факторы риска включают диабет, высокое кровяное давление, заболевания почек и высокий уровень холестерина в крови. Наиболее распространённым механизмом заболевания периферических артерий является атеросклероз, особенно у лиц старше 40 лет. Другие механизмы включают спазм артерий, тромбоз, травму, фибромускулярную дисплазию и васкулит. ЗПА обычно диагностируется при значениях лодыжечно-плечевого индекса (ЛПИ) менее 0,90, что представляет собой отношение систолического артериального давления на лодыжке к систолическому артериальному давлению на плече. Также могут быть использованы ультразвуковое дуплексное сканирование и ангиография. Ангиография является более точным методом и позволяет выполнять лечебные манипуляции, однако её проведение связано с большими рисками.
Неясно, является ли скрининг заболевания периферических артерий при отсутствии симптомов полезным, так как это не было изучено должным образом. В случае перемежающейся хромоты, вызванной ЗПА, отказ от курения и контролируемая лечебная физкультура улучшают результаты. Также могут помочь такие лекарства, как статины, ингибиторы АПФ и цилостазол. Складывается впечатление, что аспирин не оказывает влияния в случаях невыраженного заболевания, но обычно рекомендуется при более значительных проявлениях из-за повышенного риска сердечных приступов. Антикоагулянты, такие как варфарин, обычно не используются. Хирургические вмешательства, используемые для лечения этого заболевания, включают шунтирование, ангиопластику и атерэктомию.
По состоянию на 2015 год около 155 миллионов человек во всём мире имели ЗПА. С возрастом заболевание встречается чаще. В развитых странах оно поражает около 5,3 % популяции в возрасте от 45 до 50 лет и 18,6 % популяции в возрасте от 85 до 90 лет. В развивающихся странах — от 4,6 % популяции в возрасте от 45 до 50 лет и 15 % популяции в возрасте от 85 до 90 лет. В развитых странах заболевание одинаково часто распространено среди мужчин и женщин, в то время как в развивающихся странах оно чаще встречается у женщин. В 2015 году ЗПА стало причиной около 52 500 летальных исходов, что больше, чем 16 000 смертей в 1990 году.